# Lijst van permanente vertegenwoordigers van België bij de NAVO
De permanente vertegenwoordiger van België bij de NAVO is het voornaamste lid van de delegatie van België bij de Noord-Atlantische Verdragsorganisatie in Brussel.

## Permanente vertegenwoordigers
- 1952-1976 - André de Staercke
- 1976-1979 - Constant Schuurmans
- 1979-1983 - Michel Van Ussel
- 1983-1987 - Juan Cassiers
- 1987-1990 - Prosper Thuysbaert
- 1992-1995 - Alain Rens
- 1995-1997 - Jean de Ruyt
- 1997-2002 - Thierry de Gruben
- 2002-2006 - Dominique Struye de Swielande
- 2006-2009 - Frans van Daele
- 2009-2010 - Geert Muylle
- 2010-2014 - Rudolf Huygelen
- 2014-2018 - François de Kerchove d'Exaerde
- 2018-2022 - Pascal Heyman
- 2022-heden - Ariadne Petridis